# Festival international du film fantastique de Neuchâtel 2000
La 1re édition du Festival international du film fantastique de Neuchâtel se tient du jeudi 25 au dimanche 28 mai 2000 dans quatre salles et accueille environ 5 000 spectateurs pour une quarantaine de films.
Le budget de cette première édition est d'un peu plus de 200 000 francs suisses .

## Jurys et invités

### Jury international
- Tobe Hooper, réalisateur ( États-Unis)
- John Howe, illustrateur ( Canada)
- K. W. Jeter, écrivain ( États-Unis)
- Valentin Hitz, réalisateur ( Allemagne)
- Thomas Ott, bédéaste ( Suisse)

### Jury du concours SSA/Suissimage du meilleur court-métrage fantastique suisse
- Delphine Lanza, actrice ( Suisse)
- Robi Engler, réalisateur ( Suisse)
- Patrick Gyger, conservateur Maison d’Ailleurs ( Suisse)

### Invités d’honneur
- Amanda Plummer, actrice ( États-Unis)
- Shinya Tsukamoto, réalisateur ( Japon)
- Jost Vacano, directeur photographie ( Allemagne)

### Autres invités
- Simon Markham, producteur ( Royaume-Uni)
- Lee Blakemore, actrice ( Royaume-Uni)
- Lionel Delplanque, réalisateur ( France)
- Fernando Spiner, réalisateur ( Argentine)
- Veit Helmer, réalisateur ( Allemagne)

## Sélection

### Longs métrages

#### International competition
- Chaos (Kaosu, 2000) de Hideo Nakata ( Japon)
- Blood (2000) de Charly Cantor ( Royaume-Uni)[4]
- Le Couvent (The Convent, 2000) de Mike Mendez ( États-Unis)
- Tuvalu (1999) de Veit Helmer ( Allemagne)
- Gemini (Sôseiji, 1999) de Shinya Tsukamoto ( Japon)
- Promenons-nous dans les bois (2000) de Lionel Delplanque ( France)
- La sonambula (1998) de Fernando Spiner ( Argentine)

#### Cérémonies
- Fantasia 2000 (1999) de Hendel Butoy, Don Hahn, Pixote Hunt, Eric Goldberg, James Algar, Francis Glebas, Gaëtan et Paul Brizzi ( États-Unis) Ouverture

#### Hors compétition
- Ratrace de Valentin Hitz ( Autriche)
- Ring de Hideo Nakata ( Japon)
- Ring 2 de Hideo Nakata ( Japon)
- Heavy Metal 2000 de Michel Lemire et Michael Coldewey( États-Unis)
- Charisma de Kiyoshi Kurosawa ( Japon)
- Forgotten Silver de Peter Jackson et Costa Botes ( Nouvelle-Zélande)
- Wagner de Andrey Slabakoff ( Bulgarie)

#### Rétrospective Paul Verhoeven
- Katie Tippel (Keetje Tippel, 1975) de Paul Verhoeven ( Pays-Bas)
- Business is Business de Paul Verhoeven ( Pays-Bas)
- Turkish Délices de Paul Verhoeven ( Pays-Bas)
- Soldier of Orange de Paul Verhoeven ( Pays-Bas)
- Spetters de Paul Verhoeven ( Pays-Bas)
- Le Quatrième Homme de Paul Verhoeven ( Pays-Bas)
- La Chair et le Sang de Paul Verhoeven ( Pays-Bas) ( États-Unis)
- RoboCop de Paul Verhoeven ( États-Unis)
- Total Recall de Paul Verhoeven ( États-Unis)

#### Rétrospective Shin'ya Tsukamoto
- Tetsuo de Shin'ya Tsukamoto ( Japon)
- Tetsuo II: Body Hammer de Shin'ya Tsukamoto ( Japon)
- Tokyo Fist de Shin'ya Tsukamoto ( Japon)
- Bullet Ballet de Shin'ya Tsukamoto ( Japon)

### Courts-métrages

#### Swiss Shorts
- L'appel de la cave de Mathieu Mercier
- Timing de Chris Niemeyer
- In den Fângen des Dr Gruber de Gion-Reto Killias
- Einladung auf dem Lande de Thomas Mess
- Time With Nyenne d'Olivier Béguin
- Carapaces d'Alexis Berset
- Carpe diem d'Elisabeth Aubert-Schlumberger
- To Be With Me de Didier Gertsch.

## Palmarès
| Prix                                                                      | Attribué à                        | Pays        |
| ------------------------------------------------------------------------- | --------------------------------- | ----------- |
| Prix H. R. Giger Narcisse du meilleur film                                | Gemini de Shinya Tsukamoto        | Japon       |
| Prix du Jury                                                              | Tuvalu de Veit Helmer             | Allemagne   |
| Mention spéciale du Jury                                                  | Blood de Charly Cantor            | Royaume-Uni |
| SSA/Suissimage Prix H. R. Giger Narcisse du meilleur court métrage suisse | Time With Nyenne d'Olivier Béguin | Suisse      |